# Чуб: Зоряна байка про козака Чубенка
«Чуб: Зоряна байка про козака Чубенка»  — український комікс Олександра Ком'яхова виданий в 2013 році. "Чуб" - графічна новела про козака Чубенка, що поєднує українську минувщину, сьогодення та альтернативний фантастичний світ. Це історія кохання та козацької дружби, що долають перешкоди ницих потвор-бюрократів, підступних наймитів-убивць, тиранів-можновладців та непередбачених поворотів долі. 

## Сюжет
Головний герой — Чубенко, молодий козак із Землі, потрапляє у вир міжгалактичної війни, коли його викрадають інопланетяни. Але замість того, щоб скоритися долі, він перетворюється на космічного месника — козака Чуба.
У броньованій "гопа-косовці", озброєний «гравітаційною шаблею» та з вусами, які викликають повагу навіть у прибульців, він вирушає рятувати українські колонії у відкритому космосі. Попри гумористичну подачу, історія порушує теми боротьби за свободу, гідність, пам’ять про своє коріння та відповідальність героя перед народом.